# Anommatus venetus
Anommatus venetus is een keversoort uit de familie knotshoutkevers (Bothrideridae). De wetenschappelijke naam van de soort werd in 1975 gepubliceerd door Roberto Pace.